# Liste des parcs de l'Utah
Cet article présente une liste des parcs et monuments de l'État de l'Utah aux États-Unis.

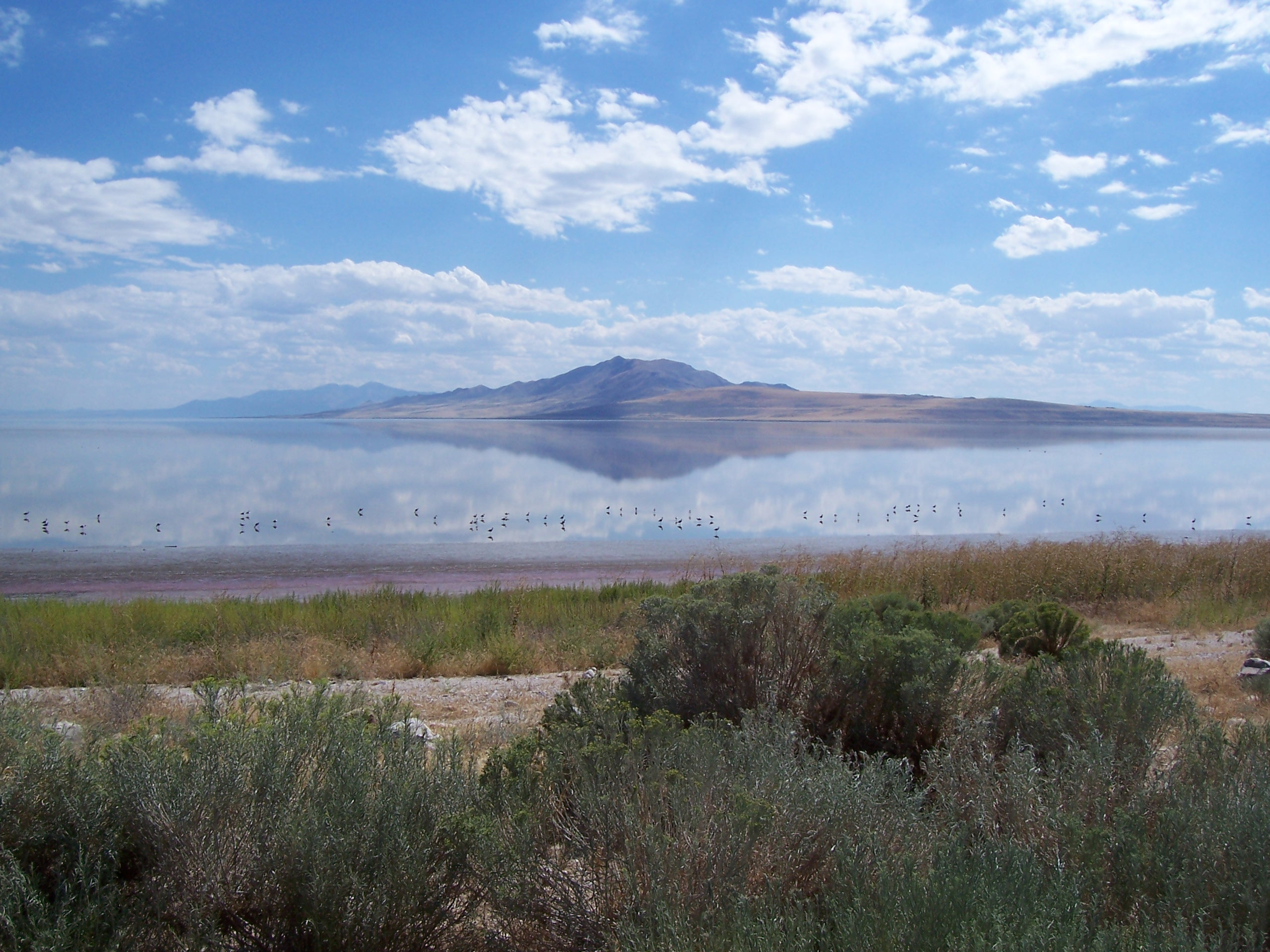
Antelope Island, Vue de l'île d'Antelope depuis la rive

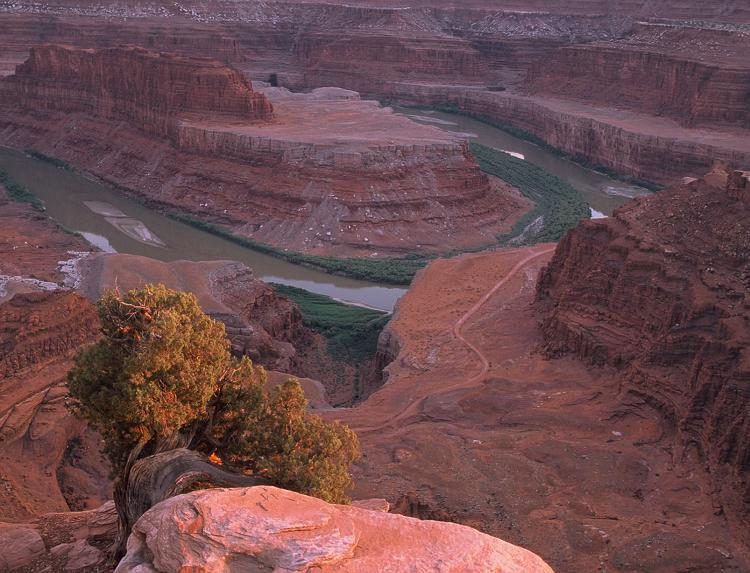
Le fleuve Colorado vu de Dead Horse Point.

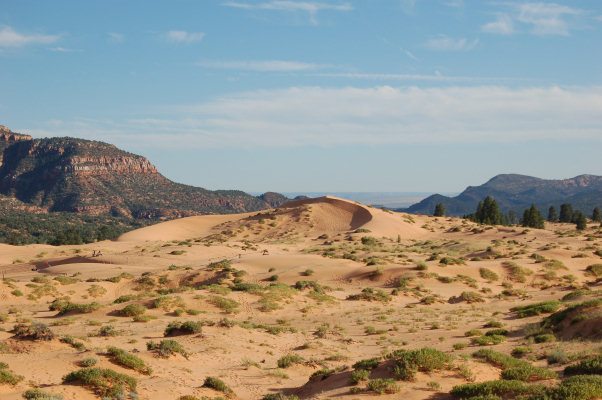
Dunes de sable de Coral Pink Sand Dunes.

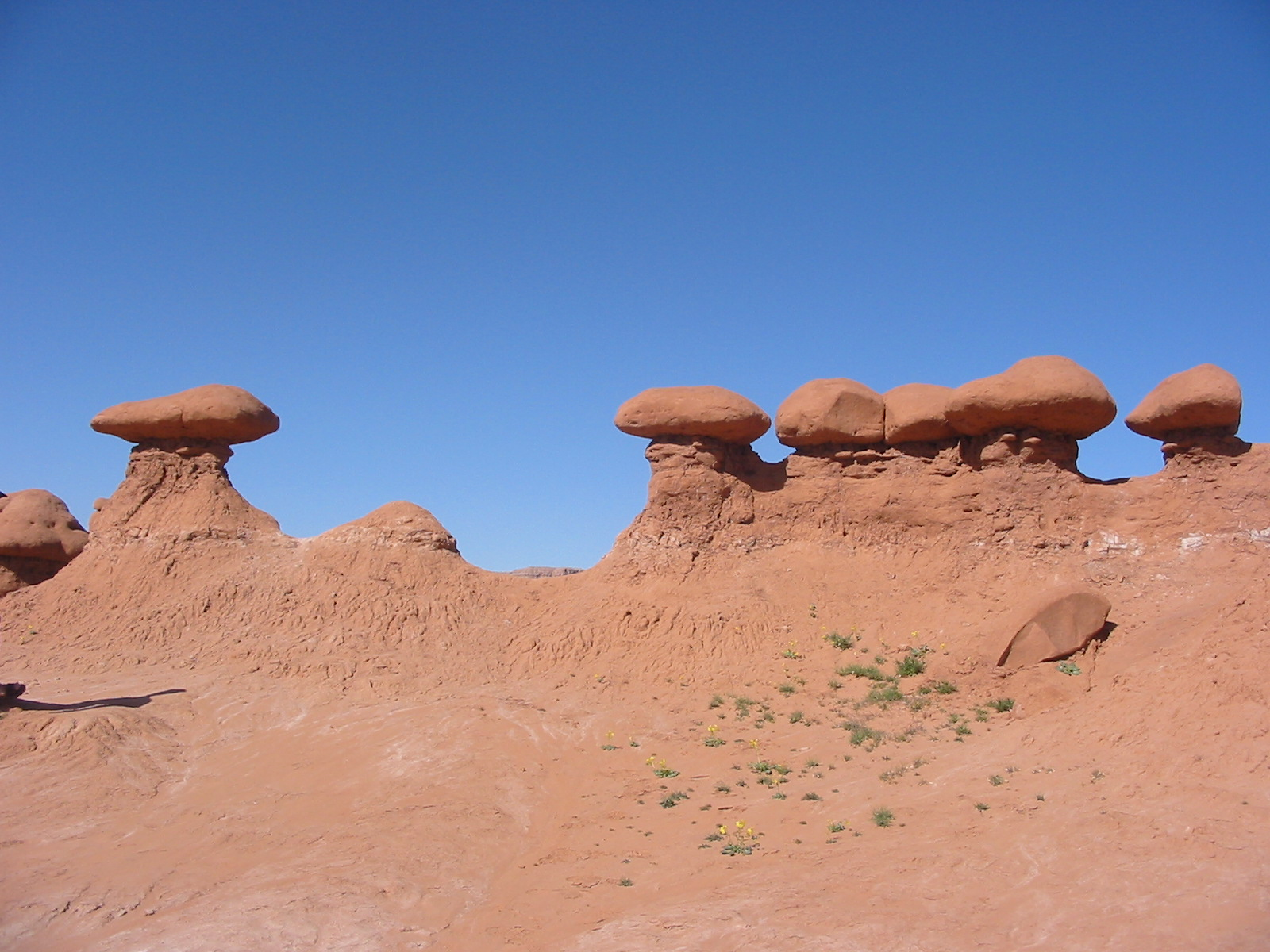
Goblin Valley.

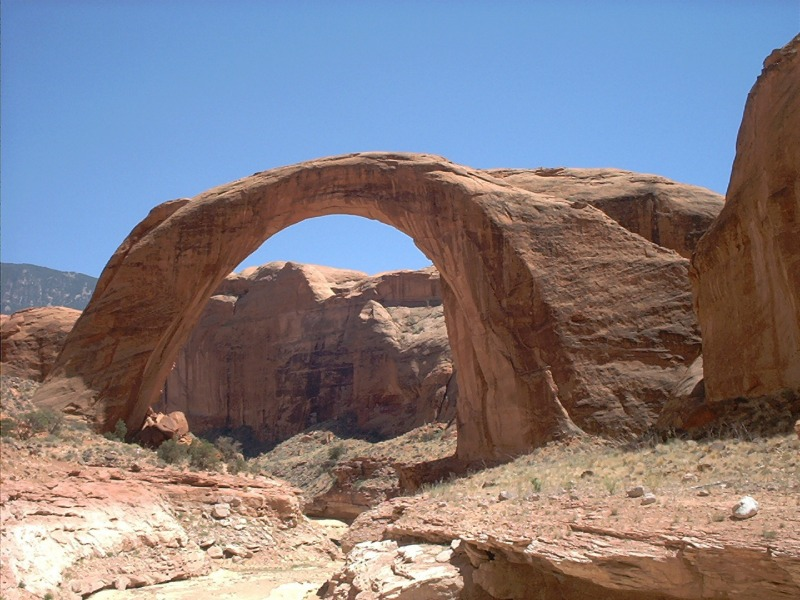
Rainbow Arch.

## Parcs nationaux
- Parc national des Arches
- Parc national de Bryce Canyon
- Parc national des Canyonlands
- Parc national de Capitol Reef
- Parc national de Zion

## Monuments nationaux
- Cedar Breaks National Monument
- Dinosaur National Monument
- Monument national de Grand Staircase-Escalante
- Rainbow Bridge National Monument
- Timpanogos Cave National Monument

## Parcs d'État
- Anasazi
- Antelope Island
- Bear Lake
- Camp Floyd
- Coral Pink Sand Dunes
- Dead Horse Point
- Deer Creek
- East Canyon
- Edge of the Cedars
- Escalante
- Fremont Indian
- Goblin Valley
- Gooseneck
- Great Salt Lake
- Green River
- Gunlock
- Historic Union Pacific Rail Trail
- Huntington
- Hyrum Lake
- Iron Mission
- Jordanelle
- Kodachrome Basin
- Millsite
- Otter Creek
- Palisade
- Piute
- Quail Creek
- Red Fleet
- Rockport
- Sand Hollow
- Scofield
- Snow Canyon
- Starvation
- Steinaker
- Utah Territorial Statehouse
- Utah Field House of Natural History
- Utah Lake
- Wasatch Mountain
- Willard Bay
- Yuba